# Marija Judakowa
Marija Judakowa (kasachisch Мария Юдакова, wiss. Transliteration Marija Judakova; * 20. Juli 2006) ist eine kasachische Skispringerin.

## Werdegang
Ihren ersten internationalen Wettkampf bestritt Marija Judakowa 2020, als sie beim Christmas-Tournament von einer K-72-Schanze in Tschaikowski den achten und letzten Platz belegte, aber mit 37,5 Metern für kurze Zeit den Schanzenrekord hielt.
Marija Judakowa gab ihr internationales Debüt auf FIS-Ebene am 11. Februar 2023 beim FIS-Cup in Szczyrk, wo sie aufgrund des kleinen Starterfeldes zweimal Punkte erzielen konnte, obwohl sie die Wettkämpfe auf dem letzten (20.) und vorletzten Platz abschloss. Eine Woche später konnte sie diesen Erfolg in Villach wiederholen, als sie mit dem Erreichen ihrer persönlichen Bestweite von 77,5 Metern, ein paar Springerinnen mehr schlug und so zweimal den 29. Platz belegte.
Obwohl sie ansonsten keine internationale Erfahrung hatte, nahm sie in derselben Saison an den Nordischen Skiweltmeisterschaften 2023 in Planica teil, wo sie in der Qualifikation von der Normalschanze als 56. und vorletzte vor Esmeralda Gobosowa ausschied und im Mixed-Team mit Sabyrschan Muminow, Weronika Schischkina und Nikita Dewjatkin den 14. und damit vorletzten Platz erreichte.
In der Saison 2023/24 trat Marija Judakowa (Stand 9. Januar 2024) nur bei nationalen Wettkämpfen an.

## Persönliches
Judakowa lebt im kasachischen Skisport- und Skisprungzentrum Almaty, ist jedoch in FIS-Dokumenten lediglich als „Almaty“ und nicht „Almaty Ski Club“ gelistet. Sie trainiert aber mit anderen kasachischen Skispringerinnen, die unter anderem diesem Club angehören, wie Weronika Schischkina auch auf Schanzen in Europa.